# Jesper Jensen (fodboldspiller)
 Der er flere personer med dette navn, se Jesper Jensen.
Jesper Jensen (født 22. april 1988) er en dansk fodboldspiller, hvis nuværende klub er ukendt. Han spillede senest i den islandske klub ÍA Akranes.
Jesper Jensen er en hårdtarbejdende og dynamisk midtbanespiller, der er kendt for sit fighterhjerte. Han tager gerne dybdeløbene og lægger et aggressivt pres, når bolden er på modstandernes fødder.

## Karriere

### SønderjyskE
Jesper Jensen begyndte sin professionelle karriere i SønderjyskE, hvor han også havde spillet som ungdomsspiller. Han blev rykket op som seniorspiller i sommeren 2006, hvor han skrev under på en to-årig kontrakt med klubben. Efter en succesfuld første sæson på førsteholdet blev kontrakten med klubben forlænget med fire år, således at den varede til 2011.

### Vejle BK
I januar 2010 skiftede Jensen til Vejle Boldklub på en lejeaftale. Han blev et halvt år senere som følge af flere gode indsatser købt fri af kontrakten med SønderjyskE og skrev en to-årig fuldtidskontrakt med klubben fra Nørreskoven.

### Stjarnan
I foråret 2011 blev Jensen udlejet af Vejle til den islandske klub Stjarnan.
Opholdet på Island blev en succes for Jensen, der fik lejekontrakten forlænget til sæsonafslutningen i oktober.
Han nåede dog ikke at spille sæsonen færdig da han blev ramt af en alvorlig knæskade, der holdt ham ude i 9 måneder. 
Efter at hans kontrakt med Vejle udløb i sommeren 2012 ville Jesper Jensen gerne vende tilbage til Stjarnan, men kunne ikke blive enig med klubben om  kontraktens størrelse.

### ÍA Akranes
I august 2012 indgik Jesper Jensen en 2½ årig aftale med den islandske oprykkerklub ÍA Akranes.